# 金慧貞
金 慧貞（キム・へジョン、英語: Kim Hye-jeong、朝鮮語:  김혜정、1998年1月3日 - ）は、大韓民国の女子バドミントン選手。
母は、1992年バルセロナオリンピック女子ダブルス金メダリストの鄭素英。

## 経歴
2015年のアジアジュニア選手権では、崔鐘友との混合ダブルスで、準決勝で何濟霆 / 杜玥を破って準優勝を果たした。
2018年のUSオープンでは、金昭映とのペアで準優勝。
2019年のシンガポール・オープンでは、孔熙容とのペアで準優勝。
2021年後半からは2歳年下の鄭娜銀とペアを組む。
2022年の韓国オープン、ジャパン・オープンや、2023年の韓国マスターズで優勝。